# Роджер Кіз
Роджер Джон Браунлоу Кіз, 1-й барон Кіз (англ. Roger John Brownlow Keyes, 1st Baron Keyes; 4 жовтня 1872, Пенджаб, Британська Індія — 26 грудня 1945, Тінгевік, Бакінгемшир) — британський воєначальник, флотоводець, адмірал флоту Королівського військово-морського флоту Великої Британії, учасник Першої та Другої світових воєн. Службу розпочав морським офіцером на корветі під час придушення повстання рабів на Занзібарі. Пізніше активно діяв під час Боксерського повстання, був одним з перших британських офіцерів, що подолали пекінську стінку. У роки Першої світової війни бився в Дарданелльській кампанії. Командував Дуврським патрулем, ескадрою лінійних крейсерів, Середземноморським флотом, потім став головнокомандувачем у Портсмуті. Став одним з ініціаторів створення британських командос, очолив штаб об'єднаних операцій, який відповідав за проведення спеціальних рейдових, диверсійних та десантних операцій на територіях, зайнятих противником, й якому підпорядковувалися усі утворені формування командос.

## Біографія
Роджер Джон Браунлоу Кіз народився 4 жовтня 1872 року в Пенджабі, в Британській Індії й був другим сином генерала тамтешньої армії сера Чарльза Паттона Кіза та Кетрін Кіз. Навчався у підготовчій школі в Маргіт. 15 липня 1885 року поступив кадетом до Королівського флоту, навчання розпочав на навчальному кораблі «Британія».
У серпні 1887 році завершив навчальний цикл та отримав призначення на флагманський корабель Станції мису Доброї надії паровий фрегат «Релі». 15 листопада отримав звання мічмана й незабаром переведений на корвет «Теквойз», що діяв біля берегів Занзібара, під час придушення повстання тамтешніх рабів. Надалі проходив службу на шлюпі «Бігль» на Тихоокеанській Станції. У 1897 році молодий офіцер повернувся до Англії, де в січні 1898 року його вперше призначили командиром корабля — есмінця «Опоссум» з базуванням у Плімуті.
У вересні 1898 року Р.Кіз отримав призначення на посаду командира іншого есмінця, типу «Ганді» — «Гарт», який діяв у Китаї, а вже у січні 1899 року очолив екіпаж есмінця «Фейм». У квітні 1899 року молодий офіцер брав участь у підтримці невеликих британських сил, що були атаковані та оточені іррегулярними китайськими військами під час демаркації кордонів на Нових Територіях у Гонконзі. Очоливши висадку матросів на берег, він особисто повів їх в атаку на китайців, коли артилеристи його корабля підтримували з моря вогнем корабельної артилерії. У результаті його зухвалої атаки противник зазнав поразки, а британський загін був звільнений.
У червні 1900 року Р.Кіз брав участь у придушенні повстання боксерів, він очолював місії із захоплення чотирьох китайських есмінців, пришвартованих до причалу на річці Пейхо. Разом з ще одним молодим офіцером він очолив висадку абордажних груп на китайські есмінці, захопив кораблі та убезпечив пристань. Незабаром після цього він провів атаку по захопленню сильно укріпленого форту у Ся-Чен: він завантажив «Фейм» десантною партією з 32 осіб, озброєних гвинтівками, пістолетами, абордажними шаблями і вибуховими речовинами. Його люди швидко знищили китайські пушки, підірвали пороховий склад і повернулися на корабель.

Роджер Кіз був одним з перших, хто піднявся через пекінську стіну, щоб прорватися до обложених дипломатичних представництв і звільнив працівників дипломатичних установ різних країн. 9 листопада 1900 року за це подвиг він був підвищений у командери. Пізніше Роджер Кіз згадував про грабування Пекіна:
До кожного китайця … ставилися як до боксера російські і французькі війська, а вбивство чоловіків, жінок і дітей у відплату викликало обурення.
З травня 1901 року він командував есмінцем «Бет», у Девонпорті. А з січня 1902 року став командиром новітнього есмінця типу «Джипсі» «Фалкон». Потім командував «Спрайтлі», служив у розвідувальному відділі Адміралтейства. З січня 1905 року військово-морський аташе при посольстві Великої Британії в Римі. З 1908 року командир бронепалубного крейсера «Венус» на Атлантичному флоті. Згодом став інспектором підводних сил Королівського флоту, а з 1912 року його поставили керувати цим відносно новим родом ВМФ.
Коли почалася Перша світова війна, кептен Роджер Кіз прийняв командування 8-ю флотилією підводних човнів у Гаріджі. У вересні 1914 р. він запропонував, запланував і особисто взяв участь у першій битві за Гельголанд, на борту есмінця «Ларчер». У цьому бою він наказав взяти на борт німецьких матросів, що виявилися у воді, після затоплення німецького крейсера «Майнц». За порятунок 220 німецьких моряків, що вціліли, його відзначили у наказі.
У лютому 1915 року Р. Кіз став начальником штабу ескадри Королівських ВМС під командуванням віце-адмірала С. Кардена, що діяла на Дарданеллах, і брав активну участь у плануванні та організації Дарданелльської кампанії. Кампанія у Дарданеллах починалася за задумом керівництва Антанти, як військово-морська операція, але, незважаючи на великі зусилля та перевагу британсько-французького флоту над османським, вдала організована османська оборона, мужність та стійкість турецьких солдатів, врешті-решт змусили союзників перейти до наземної фази операції в спробі зайняти півострів Галліполі сухопутними силами, підтриманими флотами, щоб відкрити морський шлях до Константинополя. Союзники також намагалися прорватися підводними човнами через Дарданелли, щоб атакувати морські перевезення в Мармуровому морі. Але за рік боїв військам Антанти не вдалося переломити ситуацію на свою користь і довелося з поразкою відступити. За час Дарданелльської кампанії, 1 січня 1916 року Роджер Кіз був відзначений орденом Св. Михаїла і Георгія і 3 червня 1916 року нагороджений орденом «За видатні заслуги».
З червня 1916 року Р.Кіз прийняв командування лінкором «Центуріон» у Великому флоті. 10 квітня 1917 року його підвищили у контрадмірали. З червня 1917 року він другий у командуванні 4-ї бойової ескадри з його прапором на броненосці «Колосус». У жовтні 1917 року став директором планування Адміралтейства, а потім став головнокомандувачем ВМС у Дуврі і в січні 1918 року командувачем Дуврського патруля.
У квітні 1918 року Кейс запланував і провів знамениті рейди на бази німецьких підводних човнів у бельгійських портах Зебрюгге і Остенде. 30 березня 1918 року його нагородили Королівським орденом Вікторії ступеня командор, а 24 квітня 1918 року він став лицарем ордену Лазні.
Після завершення війни, з березня 1919 року й до розформування у квітні 1919 року він виконував обов'язки віце-адмірала Сил лінійних крейсерів. З 8 квітня 1919 року Р. Кіз командував ескадрою лінійних крейсерів, щойно створеної у складі Королівського флоту, з флагманським кораблем, лінійним крейсером «Лайон». На початку 1920 року він переніс свій прапор на новий лінійний крейсер «Худ».
16 травня 1921 року Р.Кіз став віцеадміралом. У листопаді його призначили заступником начальника Королівського флоту, а з червня 1925 року він став командувачем Середземноморського флоту. 1 березня 1926 року отримав звання повного адмірала. Через виниклі проблеми на лінійному кораблів «Роял Оук», Адміралтейство не погодилося з кандидатурою адмірала Р.Кіза на першого морського лорда. У травні 1929 року він став командувачем ВМС у Портсмуті та 8 травня 1930 року отримав вище військово-морське звання адмірал флоту. У травні 1935 року Р. Кіз звільнився у запас з лав Збройних сил Великої Британії.
Коли почалася Друга світова війна, адмірал флоту Р. Кіз дуже хотів повернутися до активної служби, але водночас критикував начальників штабів видів Збройних сил. Весною 1940 року він шукав зустрічі з Вінстоном Черчиллем, на той час Першим лордом Адміралтейства, якому намагався представити план захоплення Тронгейма, норвезького міста, яке він вважав ключовим у стратегії оборони Скандинавії. Він особисто намагався очолити цю експедицію. На його думку, якщо Адміралтейство не хоче ризикувати новими кораблями, тоді він пропонував залучити до рейдової операції старі лінійні кораблі. Керівники штабів дійшли подібних висновків, запропонувавши допоміжні висадки на півночі у Намсосі і південніше в Ондалснесі. Однак врешті-решт британці не змогли направити свої кораблі до Тронгеймсфіорда. Операція була скасована, а на початку травня 1940 року союзні війська евакуювалися з Норвегії, що призвело громадськість у шок.
У травні 1940 року, коли вермахт вдерся до Нижніх країн, В. Черчилль призначив Р. Кіза вищим офіцером від Британії до Леопольда III, бельгійського короля. Але через блискавичну перемогу німецьких військ, бельгійська армія швидко капітулювала, а її головнокомандувач емігрував до Лондона.
У червні Р.Кіз був визначений прем'єр-міністром директором штабу об'єднаних операцій, на який покладалися завдання щодо проведення спеціальних рейдових, диверсійних та десантних операцій на територіях, окупованих противником, й якому підпорядковувалися усі утворені формування командос. Однак, занадто сміливі та ризиковані на думку Комітету начальників штабів пропоновані відставним адміралом спеціальні операції не були сприйняті позитивно вищим військовим керівництвом і в жовтні 1941 року адмірал флоту Р. Кіз був відсторонений з посади директора.
26 грудня 1945 року він помер у власному домі в Тінгевік, у графстві Бакінгемшир.
Серед п'яти дітей адмірала флоту Р.Кіза був Джоффрі Чарльз Кіз, офіцер британських командос. Син адмірала загинув у листопаді 1941 року при проведенні операції «Фліппер», спеціальної операції британського спецназу проти штабів та вузлів зв'язку італійсько-німецьких військ на території північної Лівії; за що він був удостоєний посмертно найвищої британської нагороди, хреста Вікторії.